# Leucorchestris sabulosa
Leucorchestris sabulosa är en spindelart som beskrevs av Lawrence 1966. Leucorchestris sabulosa ingår i släktet Leucorchestris och familjen jättekrabbspindlar.
Artens utbredningsområde är Namibia. Inga underarter finns listade i Catalogue of Life.